# Усть-Тулатинка
Усть-Тулатинка — село в Чарышском районе Алтайского края. До 4 марта 2022 года входило в состав сельского поселения Тулатинский сельсовет.

## История
Основано в 1745 г. В 1928 году состояло из 341 хозяйства, основное население — русские. В административном отношении являлось центром Усть-Тулатинского сельсовета Бащелакского района Бийского округа Сибирского края.

## Население
| 1926 | 1997 | 1998 | 1999 | 2000 | 2001 |
| ---- | ---- | ---- | ---- | ---- | ---- |
| 1848 | ↘427 | ↘414 | ↗429 | ↘426 | ↘424 |
| 2002 | 2003 | 2004 | 2005 | 2006 | 2007 |
| ↘410 | ↘394 | ↗399 | ↘354 | ↗358 | ↗397 |
| 2008 | 2009 | 2010 | 2011 | 2012 | 2013 |
| ↘392 | ↘366 | ↘302 | ↗303 | ↘292 | ↘266 |

Национальный состав
Согласно результатам переписи 2002 года, в национальной структуре населения русские составляли 94 %.